# نخل أحدب
نخل أحدب (الاسم العلمي: Cyphophoenix)، جنس نباتات مُزهرة من فصيلة النخلية. يضم أربعة أنواع معروفة، جميعها متوطنة في كاليدونيا الجديدة. العلاقة بين النخل الأحدب وبعض الأجناس الأخرى من قبيلة Basseliniinae، بما في ذلك كينتية منتفخة، وBurretiokentia المتوطنة في كاليدونيا الجديدة غير واضحة.

## الأنواع
- Cyphophoenix alba (H.E.Moore) Pintaud & W.J.Baker, Kew Bull. 63: 67 (2008).
- Cyphophoenix elegans (Brongn. & Gris) H.Wendl. ex Salomon, Palmen: 86 (1887).
- Cyphophoenix fulcita (Brongn.) Hook.f. ex Salomon, Palmen: 86 (1887).
- Cyphophoenix nucele H.E.Moore, Gentes Herb. 11: 165 (1976).